# Sân bay Tahoua
Sân bay Tahoua (IATA: THZ, ICAO: DRRT) là một sân bay ở thành phố Tahoua, Niger.